# 紡ロジック
『紡ロジック』（つむぐロジック）は、SEECが開発と運営を行うスマートフォン向けゲームアプリ。2018年12月5日サービス開始。基本プレイ無料（アイテム課金制）。SEECが展開する脱出アドベンチャーノベルシリーズの一作となる。

## 概要
キャッチコピーは、「事件をあばけ、青春にあがけ。」。
企画・シナリオはベノマ玲が務める。
ストーリーは「ノベルパート」「探索パート」「推理パート」の3パートで構成される。「おでかけ」などのシステムもある。
SEECの提供する脱出アドベンチャー系ノベルゲームシリーズにおいて初めて独自のオープニングテーマを用いたゲームである。
2019年1月にmusicる TVは本作の収録現場を特集している。
「ENJOY!サマーキャンペーン」「バレンタイン・ホワイトデーセット」などと題したキャンペーンも行なっている他、7月2日の瀧紡の誕生日に合わせて書き下ろしストーリー入りのシナリオボトルを発売するなどしている。
2020年7月に公式LINEスタンプが発売された。

## ストーリー
瀧紡は大学進学を機に和川荘へ引越し、新たな大学生活を送り始める。その中で彼は様々な事件に巻き込まれていく。

## 登場人物
瀧 紡（たき つむぐ）
声 - 榎木淳弥
同作の主人公。名瞭大学国際経済学部に進学したことを機に名古屋の和川荘に引っ越してきた大学1年生。
諸戸宮 蒼星（もろとみや そうせい）
声 - 西山宏太朗
愛知美術工芸大学院の1年生で和川荘に住んでいる。
四辻 琴子（よつつじ ことこ）
声 - 高橋未奈美
紡と同じ高校の同級生で、紡と同じ名瞭大学国際経済学部の1年生。
桜井 斗真（さくらい とうま）
声 - 武内駿輔
オーストラリアからの留学生で、紡と同じ名瞭大学国際経済学部の1年生。
佐藤 沙李衣（さとう さりい）
声 - 上田麗奈
紡と同じ名瞭大学国際経済学部の1年生。
大門 詠江（だいもん よみえ）
声 - 竹内麻沙美
紡の通う名瞭大学でミステリー研究会の会長を務めている文学部の3年生。
宰 司（つかさ つかさ）
声 - 土岐隼一
名瞭大学国際経済学部の1年生。
諸戸宮 紅陽（もろとみや こうよう）
声 - 西山宏太朗
映画賞を数多く受賞している役者。
矢島 直羽（やじま すぐは）
声 - 吉岡麻耶
名瞭大学国際経済学部の1年生。
百合根 旬（ゆりね しゅん）
声 - 山谷祥生
名瞭大学国際経済学部の1年生。
小池 ふみ（こいけ ふみ）
声 - 大坪由佳
名瞭大学教育学部の4年生。
吉本 善人（よしもと よしひと）
声 - 堀米学
名瞭大学の旅行サークル「名瞭ジャーニー」で部長を務める社会福祉学部の4年生。
野崎 勇（のざき ゆう）
声 - 阿部大樹
名瞭大学の4年生。
彦根 アキラ（ひこね アキラ）
声 - 宮田正宗
名瞭大学心理学部の4年生。
四辻 優（よつつじ ゆう）
声 - 石井孝英
四辻琴子の兄。
孫 波戸（そん なみこ）
声 - 橋村あゆ
紡が移り住んだ和川荘の大家と管理人を務めている。
影元（かげもと）
声 - 山田正純
和川荘に住んでいる人物。
トキオ
声 - 中村大志
紡が地元にいた頃、仲良くしていた友達。
スズキ
声 - 大本裕
紡の知り合い。
野崎 美麗（のざき みれい）
声 - 佐々木李子
名瞭大学社会福祉学部の1年生。
林（はやし）
声 - 伊藤良幸
N大学の法学部に通うサークル「メイクフレンズ」の主催者。

## 曲
紡ロジックの中では佐々木李子が歌う『Blooming!』『Knock Out!』『Freedom』『Good bye, Liar』の4曲が使用されている。
その内、『Blooming!』『Knock Out!』『Good bye, Liar』の3曲は、作詞をhotaruが、作曲・編曲を白戸佑輔が務めている。
また、『Freedom』に関しては作詞・作曲・編曲を毛蟹が務めている。

### 『紡ロジック Music Selection』
2019年1月9日、ゲーム『紡ロジック』内の4曲を担当した佐々木李子は『紡ロジック Music Selection』と題したCDをリリースしている。
同CDは3つの書き下ろしジャケットと形態を持っており、同ゲーム内のオープニングテーマ『Blooming!』、アナザーテーマソング『Freedom』、挿入歌『Knock Out!』、エンディングテーマ『Good bye, Liar』の4曲に加え、その内二つのCDには「有意義なサークル活動」「宝石みたいな」の2つのボイスドラマが含まれていた。
なお、4楽曲は、2018年12月より音楽サイトなどで配信されている。

## イベント

### SEECカフェ in 池袋STORIA
SEECカフェ第2弾として2018年12月10日から2019年1月15日までTheater cafe & Dining STORIAで開かれたSEEC作品を題材としたコラボカフェで、同作は『誰ソ彼ホテル』『監獄少年』とともに参加している。

### 紡ロジック Mystery Night
2019年2月23日には渋谷のLOFT9 Shibuyaで『紡ロジック Music Selection』のCD封入先行予約の特典として開催されたイベント「紡ロジック Mystery Night」が株式会社テレビ朝日ミュージック主催、株式会社SEEC協力のもとで合計2回行われた。
同イベントには瀧紡役の榎木淳弥、諸戸宮蒼星役の西山宏太朗、宰司役の土岐隼一の3人が出演した他、同ゲームの音楽を担当するとともに野崎美麗役を演じた佐々木李子がLive Actとして参加している。